# Nisa (mitología)

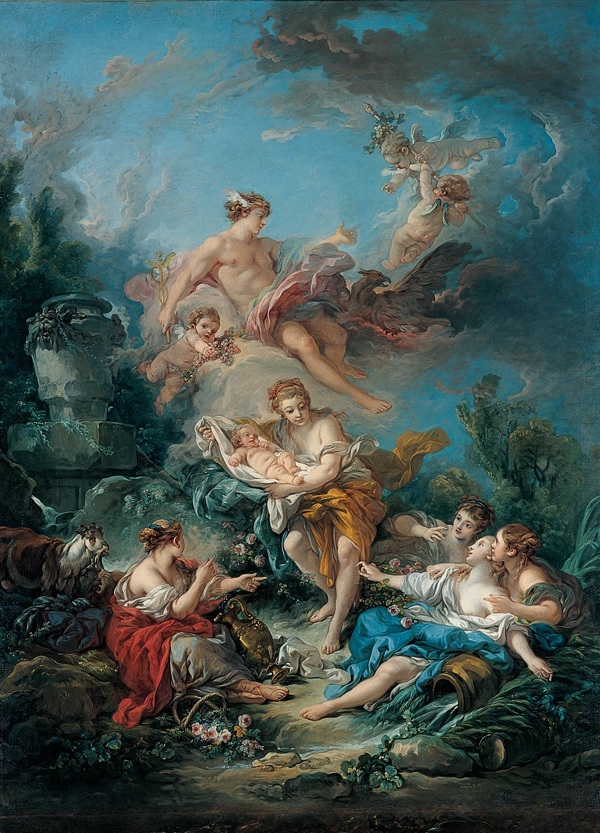
Mercurio (Hermes) confiando a Baco (Dioniso) a las ninfas de Nisa. Cuadro de 1769 de François Boucher. Museo de Arte Kimbell.

Nisa es el nombre de la ninfa que crio a Dioniso en una cueva del monte Nisa junto a sus hermanas Ciseida, Erato, Erifia, Bromia y Polimnia. Según Diodoro Sículo en su Bibliotheca Historica, era hija de Aristeo.
Zeus, queriendo proteger de la ira de Hera a su hijo Dioniso, concebido con Sémele, lo encomendó a Hermes, quien a su vez, lo confió a las ninfas Nisíades que habitaban en el Monte Nisa. De esta región también era Sileno, que también protegería a Dioniso, y sería su preceptor y más tarde leal compañero.
En algunos relatos, las Nisíades o ninfas del monte Nisa, son confundidas con las Híades, o bien se usa el término (al igual que Atlántides o Dodónidas) colectivamente para las Pléyades y las Híades como tutoras del dios Dioniso. Homero hace referencia a estas ninfas en su himno XXVI dedicado a Dioniso.
Durante el período helenístico, Nisa fue personificada como la niñera de Dioniso, y se decía que estaba enterrada en la localidad de Escitópolis (Beit Shean) en Palestina, que reclamaba a Dionisio como su fundador.
Se piensa que muchas de las ciudades que llevan el nombre de Nisa o Nysa son en su honor; y se puso su nombre a un asteroide: el (44) Nysa.
Más tarde Zeus transformó las ninfas en estrellas como agradecimiento, formando una constelación.